# میزوچ

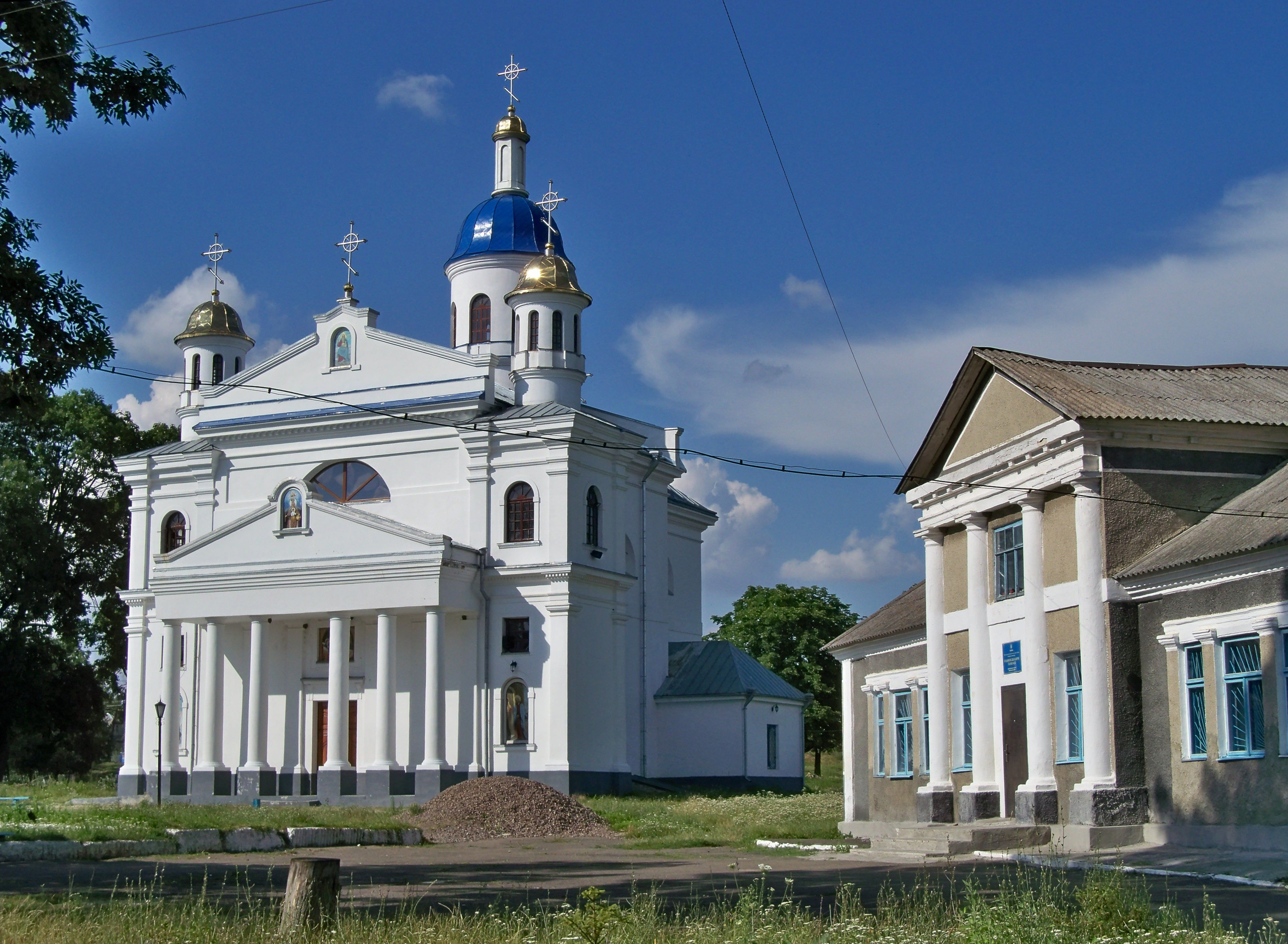
نمایی از کلیسای سکونتگاه میزوچ در شهرستان زدولبونیف - ۲۰۱۲

میزوچ (اوکراینی: Мізоч) یک سکونتگاه شهری در شهرستان زدولبونیف، استان ریونه در کشور اوکراین، در ۳۰ کیلومتری ریونه است. جمعیت آن ۳۳۶۵ نفر (تخمین زده شده در سال ۲۰۲۱) بوده است.
اولین گزارش مکتوب به سال ۱۳۲۲ برمی گردد. تأیید وضعیت قانونی شهر به سال ۱۴۲۹ برمی گردد. در سال ۱۷۶۱، آگوست سوم، پادشاه لهستان، حقوق ماگدبورگ را به میزوچ اعطا کرد. در بین جنگ‌های جهانی، میزوچ یک جامعه چند قومیتی مانند بسیاری دیگر در شرق لهستان بود که یهودیان، لهستانی‌ها و اوکراینی‌ها در آن ساکن بودند. یک مدرسه نظامی در میزوچ برای افسران گردان ۱۱ تیپ اول ارتش لهستان وجود داشت.
در جنگ جهانی دوم، این شهر دو بار مورد حمله قرار گرفت. این شهر در سال ۱۹۴۱ تحت اشغال نازی‌ها قرار گرفت. ساکنان یهودی آن ابتدا به گتوی تازه‌تشکیل شده گتو میزوچ رانده شدند، سپس از آنجا بیرون آورده شده و در دره مجاور قتل‌عام شدند.
در ژانویه ۱۹۸۹ جمعیت ۴۲۲۰ نفر بود.